# Brasenose College w Oksfordzie
Brasenose College (pełna nazwa The King’s Hall and College of Brasenose) – jedno z kolegiów Uniwersytetu Oksfordzkiego, utworzone w 1509 r. przez prawnika, sir Richarda Suttona i biskupa Lincoln Williama Smytha. Nazwa pochodzi od brązowych kołatek na drzwiach kolegium.
Siedziba kolegium mieści się po zachodniej stronie Radcliffe Square. Kolegium liczy 360 studentów i 150 absolwentów. Dziekanem z tytułem principal jest profesor Roger Cashmore. Przewodniczącym Junior Common Room jest George Lambert, a Middle Common Room – Charlie Furness-Smith. W kolegium działa Brasenose College Boat Club, uznawany za najstarszy wioślarski klub na świecie, oraz Brasenose College Rugby Football Club, który szczyci się powiązaniami z Williamem Webbem Ellisem, twórcą gry w rugby.
Wśród najsłynniejszych absolwentów Brasenose College znajdują się: XIX-wieczny premier Henry Addington, noblista z dziedziny literatury William Golding, marszałek polny Douglas Haig, arcybiskup Canterbury Robert Runcie, jeden z twórców gry w rugby William Webb Ellis, komik Michael Palin oraz były premier Wielkiej Brytanii David Cameron.
W brytyjskim serialu kryminalnym Sprawy inspektora Morse’a kolegium Brasenose odgrywa rolę fikcyjnego Lonsdale College. W kolegium rozgrywa się też m.in. akcja książki Denar dla Szczurołapa.